# Longechaux
Longechaux település Franciaországban, Doubs megyében. Lakosainak száma 78 fő (2022. január 1.). Longechaux Vercel-Villedieu-le-Camp, Avoudrey és Grandfontaine-sur-Creuse községekkel határos.

## Népesség
A település népességének változása:
| Lakosok száma | 82   | 58   | 51   | 55   | 76   | 76   | 78   | 79   | 78   | 78   |
|               | 1968 | 1982 | 1990 | 2006 | 2013 | 2015 | 2017 | 2019 | 2020 | 2022 |